# Вериссимо, Эрико
Эрико Вериссимо (порт.-браз. Erico Verissimo; 17 декабря 1905, Крус-Алта, Риу-Гранди-ду-Сул — 28 ноября 1975, Порту-Алегри, Риу-Гранди-ду-Сул) — бразильский писатель-фантаст, мемуарист.

## Биография
Сын Себастьяна Вериссимо да Фонсека и Абегай Лопес Вериссимо. Его родители были состоятельны, но затем отец обанкротился, и юный Эрико был вынужден бросить школу и искать работу. Был владельцем аптеки в Крус Алта, но не преуспел. В 1930 году переехал в Порту-Алегри и решил стать писателем. С 1931 года секретарь, а с 1933 года редактор журнала «Revista do Globo». В 1931 году женился на Мафалде Волпе, у них родился сын Луис Фернандо, также ставший впоследствии писателем, и дочь Кларисса. Дебютировал в 1932 году сборником рассказов «Fantoches» («Марионетки»), в 1933 году вышел первый роман «Кларисса», имевший большой успех. В 1943 году семья переехала в США, где Вериссимо преподавал в Калифорнийском университете в Беркли до 1945 года. В 1953-1956 годах был директором Департамента по культуре Организации Американских Государств в Вашингтоне. Лучшим его произведением считается трилогия «O Tempo e o Vento» («Время и ветер», 1949-61). В 1965 году вышел роман «Господин посол», в котором критикуется латиноамериканская политика. В романе «Происшествие в Антаресе» (1971), написанном в манере «магического реализма», рассказана фантастическая история о мертвецах, восставших из-за забастовки могильщиков и вернувшихся домой.
В 1953 году награждён Литературной премией Машаду де Ассиса.
Умер от сердечного приступа в 1975 году, не успев закончить второй том автобиографии.

## Сочинения

### Романы
- Clarissa (1933)
- Um Lugar ao Sol (1936)
- Música ao Longe (1936)
- Olhai os Lírios do Campo (1938)
- Saga (1940)
- O Resto É Silêncio (1943)
- O Tempo e o Vento
  - O continente (1949)
  - O retrato (1951)
  - O arquipélago (1961)
- O Senhor Embaixador (1965)
- O prisioneiro (1967)
- Incidente em Antares (1971)

### Публикации на русском языке
- Господин посол (роман). — М.: Прогресс, 1969.
- Пленник (роман). Пер. с португальского и вступление Ю. Калугина // Иностранная литература. — № 4. — 1970.
- Происшествие в Антаресе (роман). Пер. с португальского Ю. Калугина // Иностранная литература. — № 11-12. — 1973.
- Руки моего сына (рассказ) // Иностранная литература. — № 4. — 2021.

## Экранизации
- 2013 — «Время и ветер» (Бразилия, реж. Жайме Монжардин)
- 2014 — «Приключения красного самолетика» (мультфильм, Бразилия, режиссеры Жозе Мойа и Федерико Пинто)